# Jeanne Sully
Pour les articles homonymes, voir Sully.
Jeanne Sully, nom de scène de Jeanne Marie Régine Simone Champs, est une comédienne française, née le 15 avril 1905 dans le 5e arrondissement de Paris et morte le 28 juin 1995 à Meaux.

## Biographie
Fille des comédiens Jeanne Rémy et du grand Mounet-Sully, elle est aussi la nièce de Paul Mounet, ces deux derniers sociétaires de la Comédie-Française.
Élève de Raphaël Duflos au Conservatoire de Paris, elle obtient un second prix de comédie en 1924 puis un premier prix de tragédie en 1925. Elle fait ses débuts la même année à la Comédie-Française dans Britannicus (rôle de Junie). Elle interprète entre autres Le Cid (Chimène) de Pierre Corneille, Andromaque (Hermione), Phèdre (Aricie) et Bérénice de Jean Racine, Ruy Blas de Victor Hugo (la Reine), On ne badine pas avec l’amour d’Alfred de Musset (Camille), Le Malade imaginaire (Angélique) et L'École des maris de Molière (Léonor), Cyrano de Bergerac d'Edmond Rostand (Roxane), Le Gendre de M. Poirier d'Émile Augier et Jules Sandeau (Antoinette), Le Mariage de Figaro de Beaumarchais (Chérubin), La Nuit des rois de Shakespeare (Viola), mais aussi les œuvres modernes comme Le Soulier de satin de Paul Claudel (doña Isabel) ou La Reine morte d’Henry de Montherlant (Inès de Castro).
En 1936, elle fait la connaissance du comédien Aimé Clariond qui vient d’entrer à la Comédie-Française et avec qui elle entretiendra une liaison de 1937 à 1941.
Nommée 394e sociétaire en 1937, elle prend sa retraite en 1946, mais continue à se produire en tournée ou à donner des conférences tant en France qu'à l’étranger.
Jeanne Sully aura vécue la majeure partie de sa vie dans l'Île Saint-Louis à Paris au 5ème étage du 33 Quai de Bourbon. Domiciliée à la maison de retraite des comédiens de Couilly-Pont-aux-Dames (Seine-et-Marne) en 1995, elle meurt cependant à Meaux.
En octobre 2013, son petit-fils a fait ses débuts au cinéma sous le nom de Frédérick Sully en interprétant le rôle d'un commissaire de police dans le film 24 jours réalisé par Alexandre Arcady.

## Théâtre
- 1945 : Bérénice de Jean Racine, Comédie-Française : Bérénice (3 représentations en 1945)

## Filmographie
- 1912 : Œdipe-roi (La Légende d'Œdipe) de Gaston Roudès (Société des films Eclipse) : Ismène[6]
- 1934 : Une soirée à la Comédie-Française de Léonce Perret (documentaire) : Almanzor[7]
- 1937 : Sœurs d'armes de Léon Poirier : Louise de Bettignies

## Publications
- Frédérick Lemaître vu par Jeanne Sully, Bruxelles, L'Amateur (Revue Belge d'art dramatique), n° 54, Novembre-Décembre 1956, 4 p.
- Mounet-Sully, Paris, In Les Annales (Revue mensuelle des lettres françaises), n° 139, Janvier 1962, 13 p.
- La Vocation de l'acteur, Senlis, In Cahiers de Villemétrie, n° 45, Septembre-Octobre 1964, 13 p.
- Un Prince de la tragédie : Edouard de Max, Paris, In Les Annales (Revue mensuelle des lettres françaises), n° 171, Janvier 1965, 14 p.
- La Sainte Mère, Gretz, In Vedanta, n° 6, Avril 1967.
- Ève Lavallière, du théâtre à la conversion, Paris, In Les Annales (Revue mensuelle des lettres françaises), n° 232, Février 1970, 16 p.